# Toets (strijk- en tokkelinstrument)

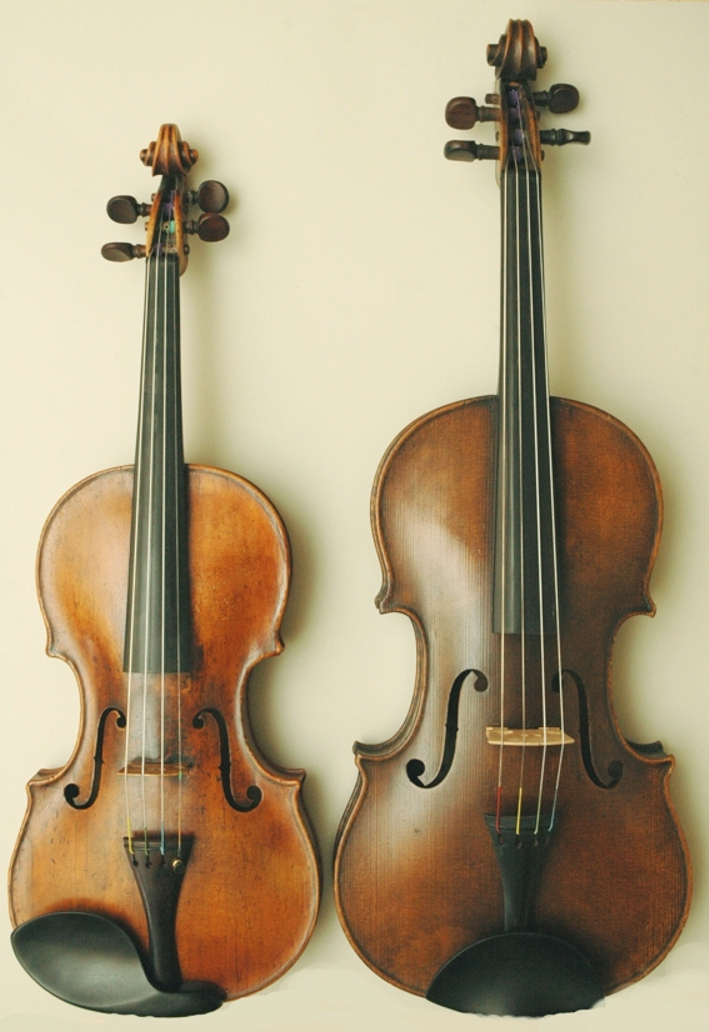
Een viool en een altviool met elk in de bovenste helft van het instrument de lange, zwarte, toets

De toets van een strijkinstrument of een tokkelinstrument is het gedeelte waarop door de vinger te plaatsen de toonhoogte kan worden bepaald.
Bij een strijkinstrument als de viool of cello is de toets de zwarte en meest van ebbenhout gemaakte 'lat' onder de snaren waar de strijker normaliter de snaar met zijn vinger tegenaan drukt om de snaarlengte korter te maken, en zo de toonhoogte te bepalen.

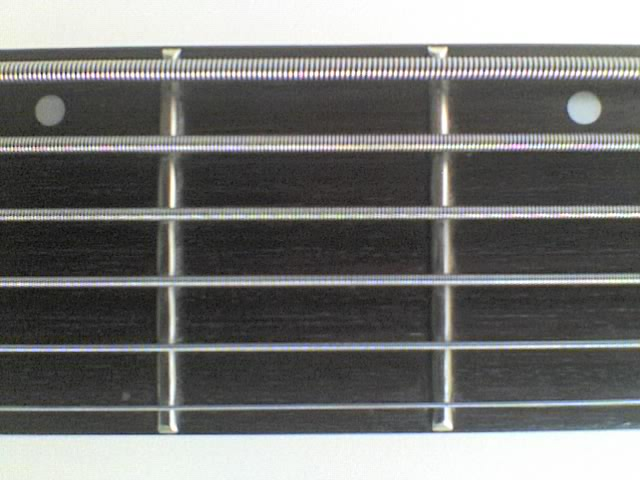
Gedeelte van de toets van een 6-snarige basgitaar

Analoog is de toets bij een tokkelinstrument als de gitaar of luit: de bovenkant van de gitaarhals waarboven de snaren liggen. Deze toets kan zowel befret als fretloos zijn. Befrette toetsten zijn vaak uitgevoerd met positie stippen. De gitaartoets is gemaakt van een stabiele houtsoort, meestal esdoorn of palissander maar ook ebben wordt veel gebruikt. De resonantie en het gevoel van het gebruikte hout hebben veel invloed op de klank en bespeelbaarheid van de gitaar. Zo zei Eric Clapton nooit te hebben kunnen wennen aan palissander toetsen op fender-gitaren omdat de grovere structuur van die houtsoort zijn vibratotechniek bemoeilijkt. Bij fretloze gitaren en basgitaren is de toets vaak net als bij strijkinstrumenten van zeer hard ebbenhout.

## Radius
De radius (bollingsfactor) van de toets is bij gitaren voor verschillende doeleinden verschillend. Zo is de toets van veel moderne elektrische Ibanez gitaren praktisch vlak. Dit maakt dat snel solospel en opdrukken soepeler verloopt. Een bollere toets maakt echter dat barré-akkoorden makkelijker zijn neer te leggen. Bij gitaren met een compound radius (gitaren van o.a. Charvel en Jackson) is er een verloop van een kleinere radius (boller) bij de topkam tot een grotere radius (vlakker) bij de hoogste fret. Iedere fret heeft dan een andere kromming.